# Masthermannia seropedica
Masthermannia seropedica är en kvalsterart som beskrevs av Badejo, Woas och Beck 2002. Masthermannia seropedica ingår i släktet Masthermannia och familjen Nanhermanniidae. Inga underarter finns listade i Catalogue of Life.